# Pacem, Dei Munus Pulcherrimum

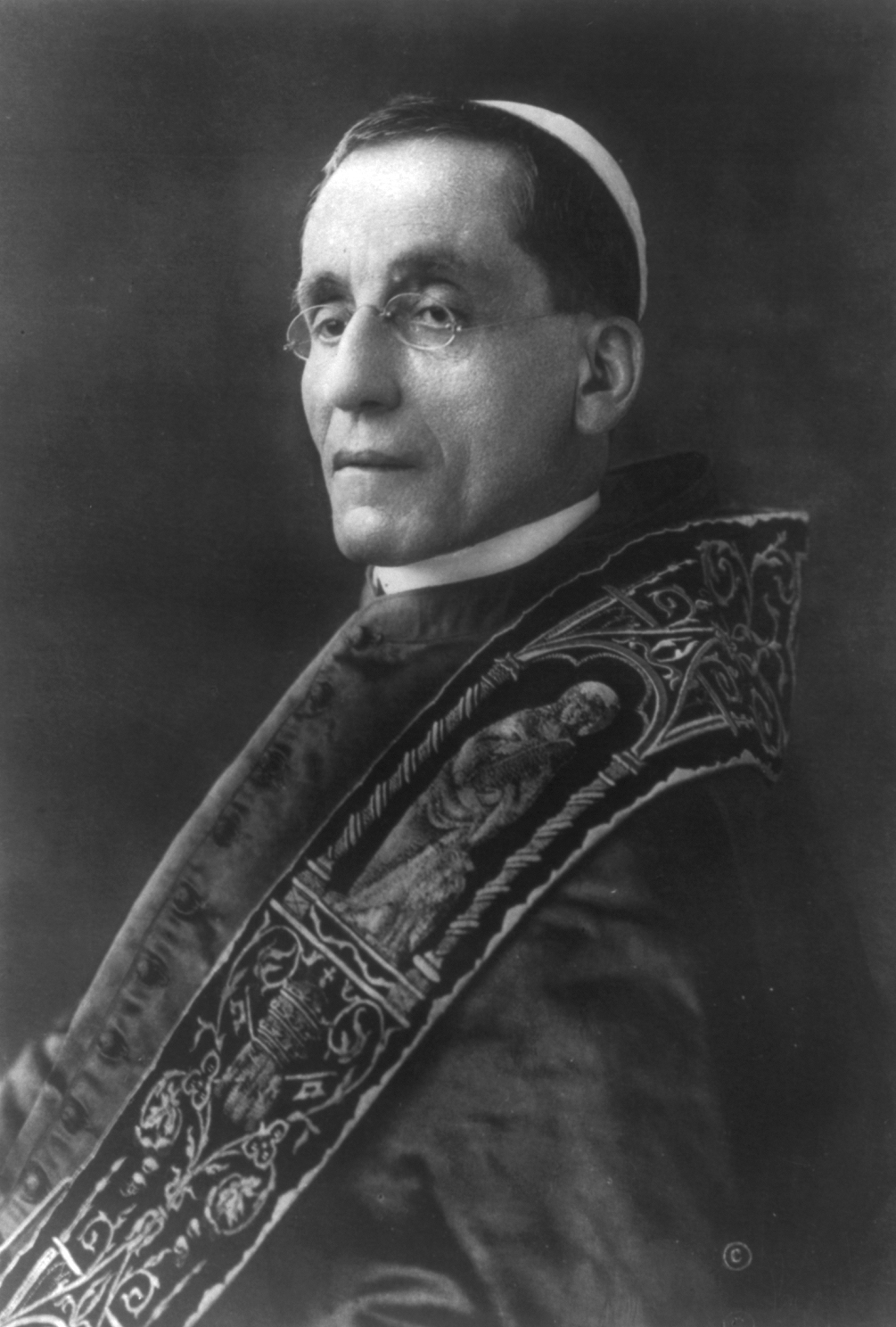
Paus Benedictus XV

Pacem, Dei Munus Pulcherrimum (Latijn voor Vrede, de mooie gave van God) was een encycliek uitgevaardigd door paus Benedictus XV op 23 mei 1920 waarin de vrede en de christelijke verzoening centraal stonden.
In de encycliek constateerde de paus, dat er na lange onderhandelingen wel vrede en verdragen tussen de landen gesloten waren, maar dat de situatie nog steeds onrustig was. Een stabiele vrede was in zijn ogen slechts mogelijk, wanneer liefdadigheid, vergeving en uitroeiing van haat en vijandigheid nagestreefd werden. Oorlogen en vijandigheid resulteerden slechts in bedreigingen voor de samenleving op elk terrein, waarvan individuen het slachtoffer zouden worden zoals nu te zien was in grote delen van Europa waar vele mensen in behoeftige omstandigheden leefden. De paus wees erop dat Jezus zelf opgeroepen had tot naastenliefde en vergeving toen hij, in stervensnood aan het kruis, tot zijn vader uitriep: “Vader vergeef hen, zij weten niet wat zij doen.”
Het was volgens Benedictus XV ook de taak van de kerk om deze boodschap aan de gelovigen uit te dragen en hen ervan te overtuigen dat haat geen oplossing bood en vergeving –zij het soms moeilijk- noodzakelijk. Hij riep alle geestelijken op om werken van christelijke liefdadigheid te bevorderen en hij riep katholieke schrijvers en journalisten op zich te concentreren op deze liefdadigheid en valse aantijgingen achterwege te laten.
Omdat de paus van mening was dat deze aanbevelingen niet alleen golden voor het individu maar ook voor de verschillende staten was hij bereid de door zijn voorgangers ingestelde bezoekersregeling voor katholieke regeringsleiders aan Rome te versoepelen. Hieruit mocht echter niet geconcludeerd worden dat de paus stilzwijgend instemde met de situatie zoals die in 1870 was ontstaan (en die de geschiedenis inging als de “Romeinse kwestie”) en streefde hij er nog steeds naar dat voor de positie van de paus en zijn kerk ook nu een oplossing gevonden zou worden.
Als laatste aanbeveling raadde Benedictus XV aan een internationale liga van landen op te richten, die naast het wederzijds bestaansrecht ook de bescherming van de maatschappelijke orde zou nastreven. Hierdoor werden militaire uitgaven beperkt, waardoor ook de kans op oorlogen afnam. De kerk bood aan om daarbij te assisteren, omdat zij in de loop van haar geschiedenis dit als een van haar doelen had gezien: het samenbrengen van mensen binnen één geloof.
De paus sloot zijn encycliek af met de oproep om Maria, de door hem heilig verklaarde personen en de Heilige Geest aan te roepen in de hoop dat zij eenheid en vrede mochten schenken.

## Bijzonderheden
Met de oproep tot de oprichting van een internationale liga van landen ging Benedictus XV voorbij aan het feit dat een jaar eerder een soortgelijke liga reeds was opgericht, de Volkenbond